# Vladimir Savić
Vladimir Savić (Vrbas, 19. maj 1976) srpski je trofejni triatlonac, trener i  bivši državni rekorder u dugom triatlonu.

## Sportska biografija
Odrasta u Pančevu i svoju sportsku karijeru započinje u Plivačkom klubu Dinamo 1985. godine. Osvajač je medalja na prvenstvima republike i države u plivanju u kategorijama kadeta, omladinaca i seniora  u disciplinama 50 m i 100 m slobodnim stilom. Član plivačkog kluba bio je do 1995. godine. Na triatlonskom takmičenju je prvi put učestvovao 1993. godine od kada počinje njegova triatlonska karijera. Jedan je od osnivača Triatlon kluba Tamiš 1994. godine.  U periodu koji sledi učesnik je više od 200 triatlon trka, dvostruki juniorski prvak države u triatlonu 1995. i 1996. godine i trostruki seniorski prvak države u olimpijskom triatlonu 1997, 1998, i 2009. godine. Postao je i prvak države 2007. u akvatlonu. 2009. godine je pobednik STU kupa, državni prvak u  triatlonu i vicešampion Balkana u olimpijskom triatlonu. Sedmostruki je osvajač medalja na Prvenstvima Balkana. Učestvovao je na trkama svetskog triatlon kupa, evropskim i svetskim triatlon prvenstvima i bio 2. na Prvenstvu Evrope 2007. godine (olimpijska distanca, kategorija AG 30-34), 1. na Prvenstvu Evrope 2009 (olimpijska distanca, kategorija AG 30-34), 1. na Prvenstvu Sveta 2010 (akvatlon, kategorija AG 30-34), 1. na Prvenstvu Evrope 2013 (olimpijska distanca, kategorija AG 35-39). Bivši član Triatlon reprezentacije Jugoslavije, Srbije i Crne Gore i Srbije 1995. — 2000. i 2004. — 2014. godine.
Učestvovao je na 12 dugih ajronmen triatlon trka od kojih se izdvajaju:
- 18. avgusta 2013. trka u Kopenhagenu - 4. mestom u svojoj kategoriji postavlja aktuelni ajronmen triatlon rekord Srbije sa ukupnim vremenom od 8:57:08 sati, od čega je 00:49:23 bilo 3800 m plivanja, 04:48:23 vožnja 180 km bicikla i 03:10:08 trčanja maratonske distance,[7][8][9]
- 14. oktobar 2013. prvo učešće na Ironman Svetskom prvenstvu na Havajima i uspešno završena trka za 09:43:04 sati,[10][11]
- 29. juna 2014. trka u Klagenfurtu, 3. mestom u svojoj kategoriji sa vremenom od 8:58:28 sati,[12]
- 23. avgusta 2015. dolazi do 12. mesta u elitnoj konkurenciji na izuzetno zahtevnom nadmetanju na ostrvu Hokaido u Japanu; na trci je bilo potrebno savladati visinsku razliku od 2355 metara, pri čemu trku nije završilo 216 učesnika u konkurenciji od preko 1500 triatlonaca,[13][14]
- 14. oktobra 2017. godine drugo uspešno učešće na Ironman Svetskom prvenstvu na Havajima.[15]

Krajem 2013. Vladimir Savić je postao dobitnik nagrade Sportskog saveza Vojvodine „Jovan Mikić Spartak” za vrhunsko-sportsko dostignuće u 2013. godini, najznačajnijeg sportskog priznanja u AP Vojvodini.
U avgustu 2017. godine uspešno je savladao Everesting izazov i ušao u Everesting kuću slavnih upisavši Srbiju na svetsku mapu zemalja u kojima je urađen ovaj vanserijski izazov. U svojoj vožnji је prešao 291,7 km i popeo nadmorsku visinu od 8981 m za 18:07:30 sati tako što je 7 puta penjao uspon Rudnica na Kopaoniku.

## Obrazovanje
U periodu 1991.—1995. pohađao je Gimnaziju „Uroš Predić” u Pančevu, prirodno-matematički smer. Nakon toga je studirao na Fakultetu sporta i fizičkog vaspitanja Univerziteta u Beogradu od 1995. do 2004. godine. Poseduje STU Trenersku licencu, ITU Trenerski sertifikat drugog nivoa  a takođe je i IRONMAN sertifikovani trener. Od stranih jezika govori engleski jezik.

## Trenerska biografija
Osim aktivnog bavljenja sportom posvećen je i trenerskom pozivu. 2017. godine proslavio je dvadesetogodišnji jubilej bavljenja trenerskim poslom. Bio je aktivan u Triatlon klubu Tamiš u periodu april 1997.—novembar 2013. na funkciji glavnog trenera (1997—2013) i tim menadžera (2000—2012). Učestvuje u radu Srpske triatlon unije kao generalni sekretar 2003. godine, selektor triatlon reprezentacije od 2004. do 2013, član stručkog saveta 2005.—2013, tim menadžer reprezentacije od 2005. do 2008. godine, a od 2018. godine postaje član Upravnog odbora. Član je trenerskog tima kao trener sportova izdržljivosti danske kompanije OOB life  u periodu januar 2012.— april 2017. i u COACHSAVIC od januara 2009. godine do danas.

## Spoljašnje veze
- Zvanični sajt